# Rungholt

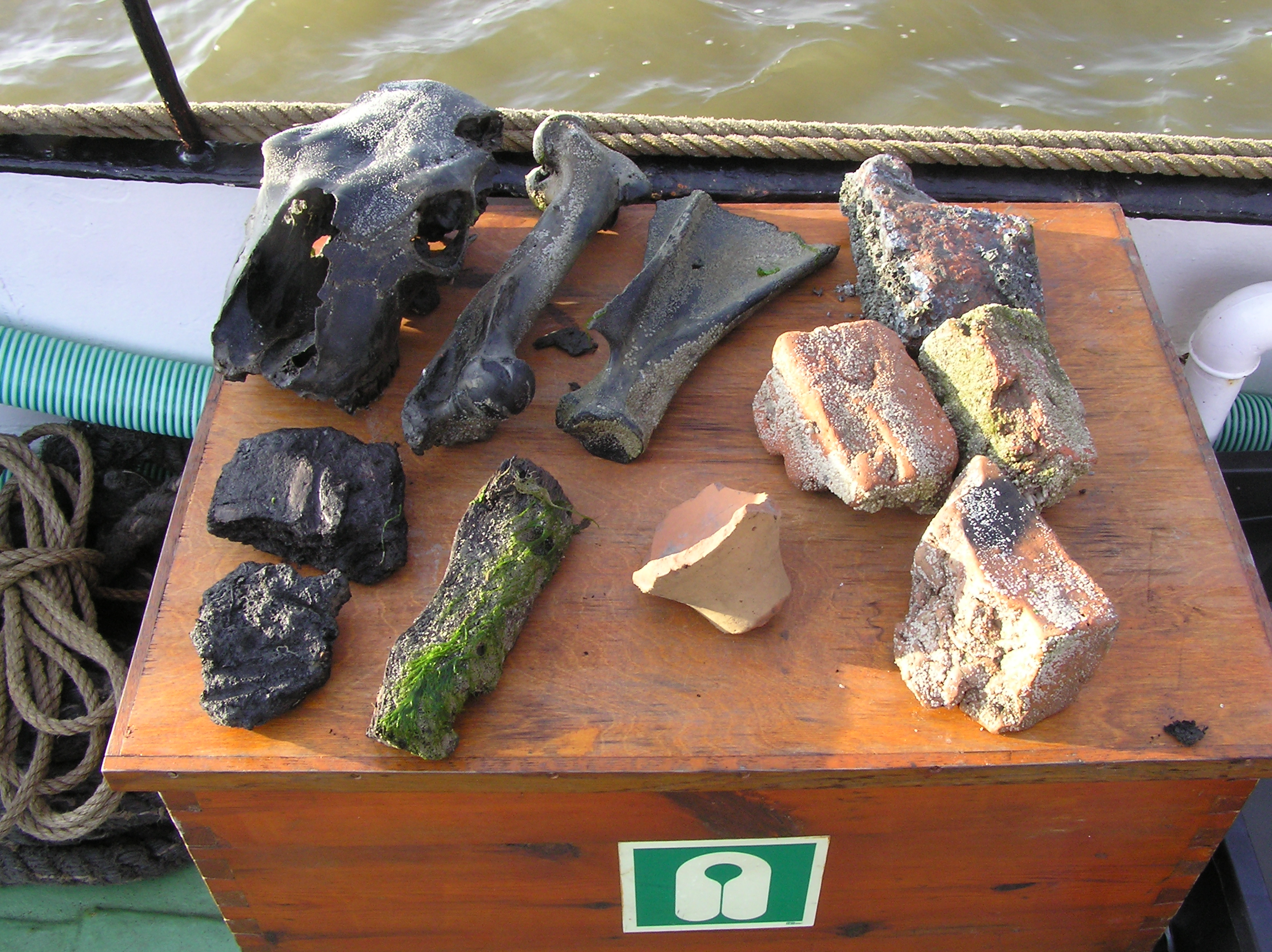
Hiện vật từ Rungholt

Rungholt là một thành phố giàu có ở Nordfriesland, miền bắc nước Đức. Nó bị chìm dưới sóng biển khi thủy triều bão ("Grote Mandrenke" đầu tiên) ở Biển Bắc càn quét qua khu vực này vào ngày 16 tháng 1 năm 1362.
Rungholt nằm trên đảo Strand, bị xé toạc ra từng mảng bởi một cơn thủy triều cơn bão khác vào năm 1634, và các đảo nhỏ của Pellworm, Nordstrand và Nordstrandischmoor là những mảng vỡ còn lại. 
Di tích của thành phố đã được tìm thấy ở vùng biển Wadden cho đến cuối thế kỷ 20, nhưng trầm tích dịch chuyển đã mang những gì còn lại vào biển. Trong những năm 1920 và 1930, một số còn lại của thành phố lộ ra, cho thấy dân số của nó ít nhất 1.500 đến 2.000 người, so với thời đó là khá lớn, và có khả năng là Rungholt là một cảng lớn. Tuy nhiên, huyền thoại phóng đại nhiều về quy mô và sự giàu có của nó.
Ấn tượng bởi số phận của các thành phố, các di tích, và không loại trừ cả các mô tả thái quá của huyền thoại, nhà thơ Đức Detlev von Liliencron đã viết một bài thơ nổi tiếng được gọi là "Trutz, Blanke Hans" về này thành phố bị mất mà bắt đầu với dòng chữ: "Heut bin ich über Rungholt gefahren, die Stadt ging unter vor sechshundert Jahren ". ("Hôm nay tôi đi trên Rungholt, thành phố bị chìm cách đây 600 năm.")
Huyền thoại địa phương cho rằng người ta vẫn có thể nghe tiếng chuông nhà thờ của Rungholt rung khi đi tàu thuyền qua khu vực trong một đêm giông bão.